# Metallopseudinca auberti
Metallopseudinca auberti är en skalbaggsart som beskrevs av Leon Fairmaire 1895. Metallopseudinca auberti ingår i släktet Metallopseudinca och familjen Cetoniidae. Inga underarter finns listade i Catalogue of Life.